# Monument voor de Nieuwe Haven

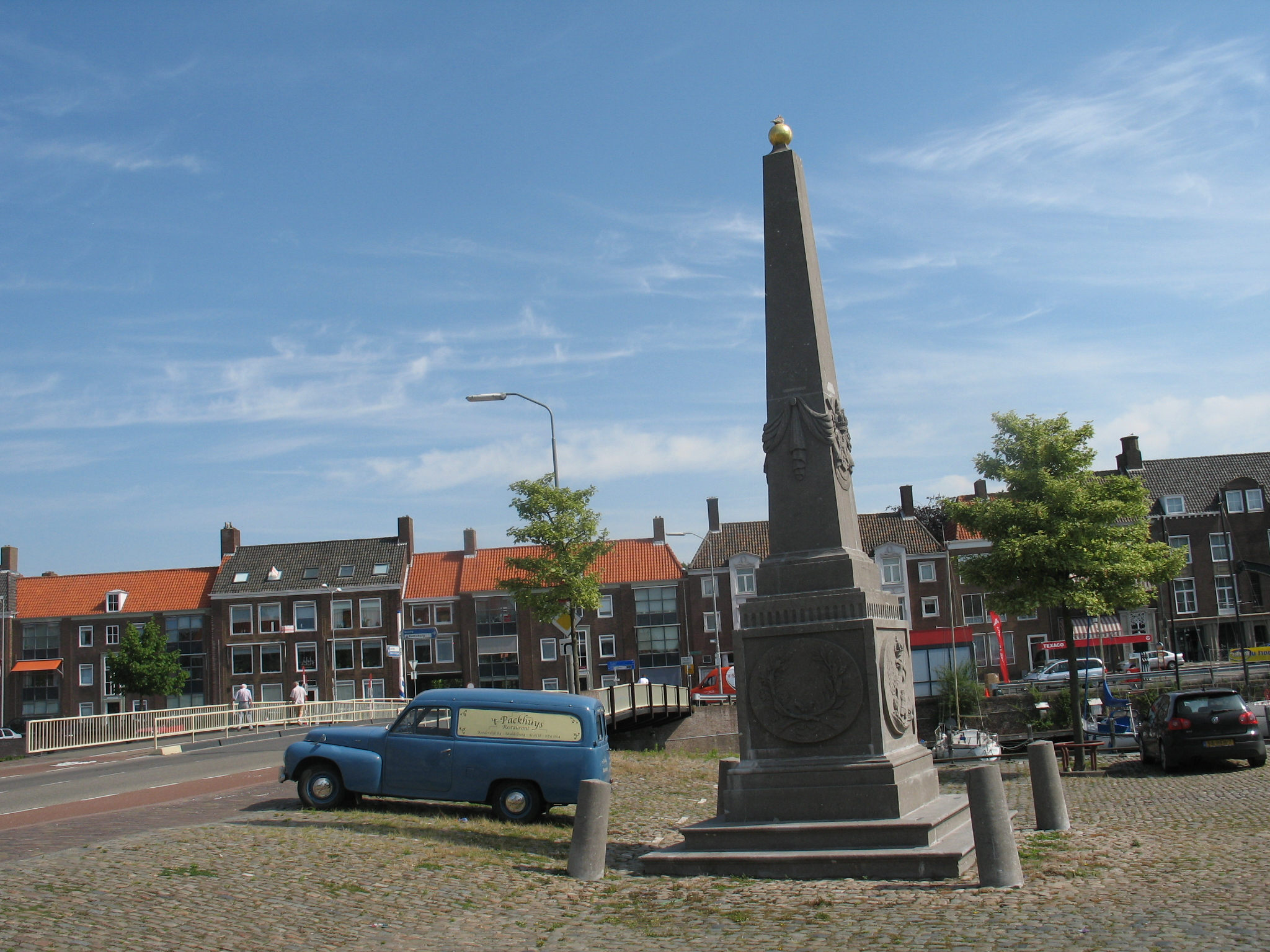
Monument voor de Nieuwe Haven

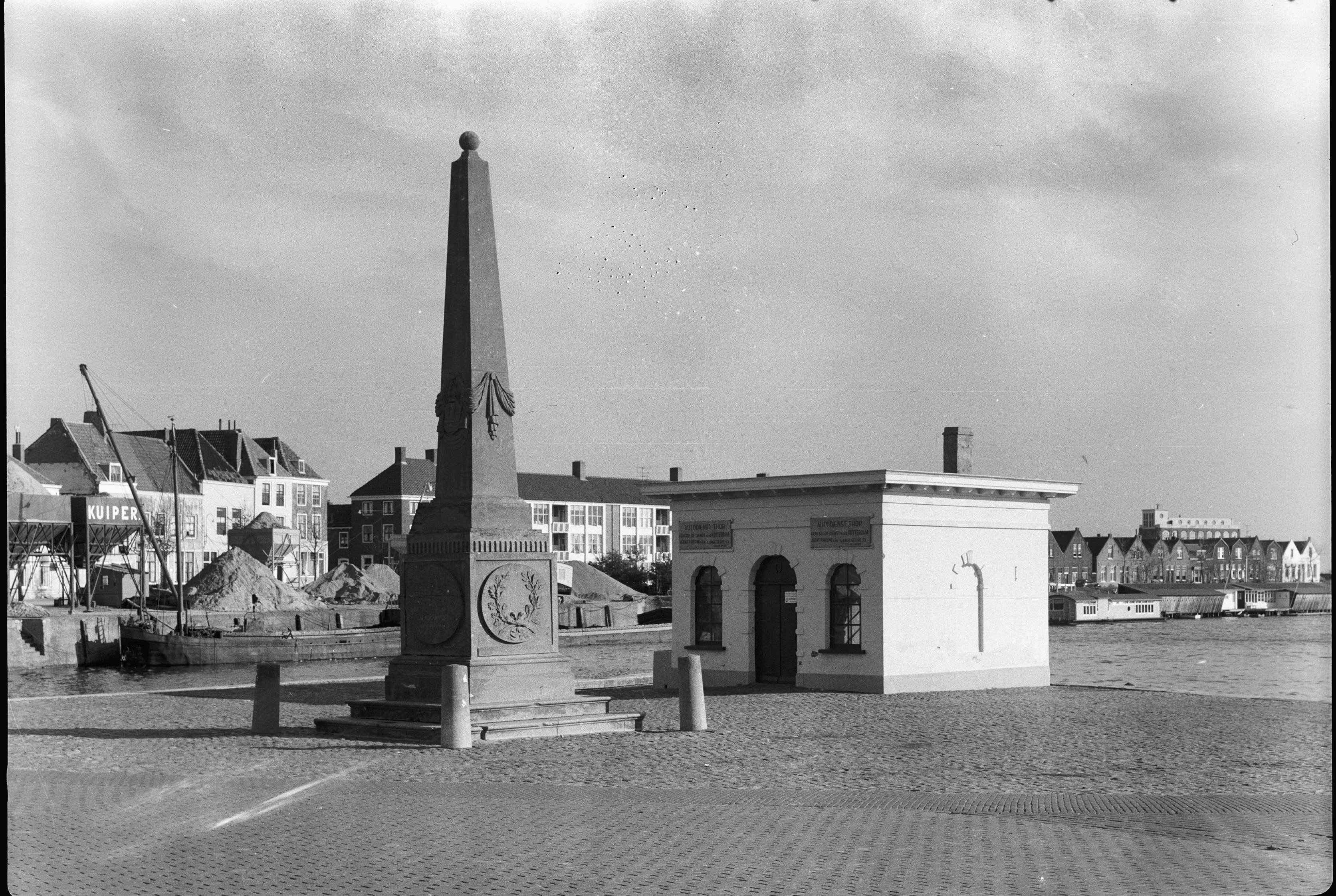
Het monument anno 1962 met het havenkantoortje op de achtergrond

Het Monument voor de Nieuwe Haven is een rijksmonument aan de Rouaanskaai in Middelburg in de provincie Zeeland. 
Het gedenkteken werd opgericht naar aanleiding van de opening van het nieuw Havenkanaal in de richting van Veere in 1817 door koning Willem I. De eerste steen werd op 24 augustus 1819 gelegd op de 47ste verjaardag van de koning.
Het monument bestaat uit een arduinstenen obelisk bekroond met een gouden bol, die geplaatst werd op een vierkant onderstuk. Aan de voorzijde staat het wapen van Nederland en op de voet het wapen van Middelburg. Aan de achterzijde staat het wapen van Zeeland met onderaan op de voet de tekst: "AAN DEN KONING BIJ HET OPENEN DER NIEUWE HAVEN IX AUGUSTUS MDCCCXVII". Aan de voet bevindt zich een blauwstenen stoep met op elke hoek een blauwstenen paal ter flankering.